# Fusiconus
Sous-genre
Synonymes
- Viminiconus J. K. Tucker & Tenorio, 2009

Fusiconus est un sous-genre du genre Conasprella, des mollusques gastéropodes marins de la famille des Conidae.

## Historique
Le sous-genre Fusiconus est décrit en 1991 par AJ Da Motta. 

## Synonymes
- Bathyconus J. K. Tucker & Tenorio, 2009
- Conasprella (Fusiconus) da Motta, 1991
- Fumiconus da Motta, 1991
- Fusiconus (Bathyconus) J. K. Tucker & Tenorio, 2009
- Fusiconus (Fusiconus) da Motta, 1991
- Viminiconus J. K. Tucker & Tenorio, 2009

## Taxons de rangs inférieurs
Selon BioLib (10 octobre 2019):

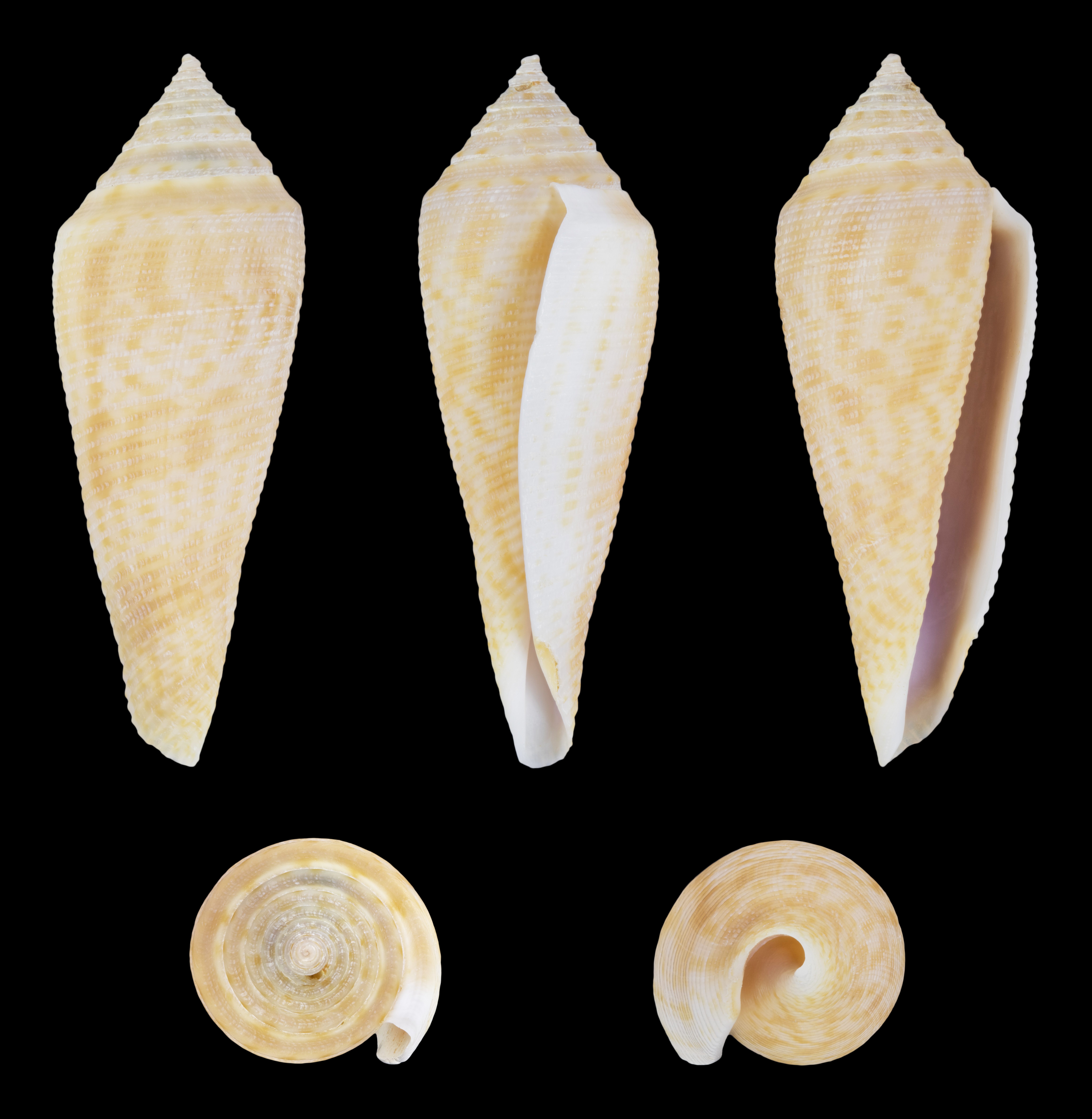
Conasprella viminea, des Fusiconus, venus de la région de Davao aux Philippines.

- Conasprella aculeiformis (Reeve, 1844)
- Conasprella comatosa (Pilsbry, 1904)
- Conasprella coriolisi (Röckel, Richard & Moolenbeek, 1995)
- Conasprella dictator (Melvill, 1898)
- Conasprella dieteri (Moolenbeek, Zandbergen & Bouchet, 2008)
- Conasprella elegans (G. B. Sowerby III, 1895)
- Conasprella elokismenos (Kilburn, 1975)
- Conasprella fijiensis (Moolenbeek, Röckel & Bouchet, 2008)
- Conasprella guidopoppei (G. Raybaudi Massilia, 2005)
- Conasprella hopwoodi (Tomlin, 1937)
- Conasprella ichinoseana (Kuroda, 1956)
- Conasprella insculpta (Kiener, 1847) - Engraved Cone
- Conasprella joliveti (Moolenbeek, Röckel & Bouchet, 2008)
- Conasprella lemuriana Monnier, Tenorio, Bouchet & Puillandre, 2018
- Conasprella lentiginosa (Reeve, 1844)
- Conasprella lizarum (Raybaudi Massilia & da Motta, 1992)
- Conasprella longurionis (Kiener, 1847)
- Conasprella orbignyi (Audouin, 1831)
- Conasprella pepeiu (Moolenbeek, Zandbergen & Bouchet, 2008)
- Conasprella philippequiquandoni (Cossignani, 2019)
- Conasprella pseudorbignyi (Röckel & Lan, 1981)
- Conasprella saecularis (Melvill, 1898)
- Conasprella stocki (Coomans & Moolenbeek, 1990)
- Conasprella tiki (Moolenbeek, Zandbergen & Bouchet, 2008)
- Conasprella traversiana (E. A. Smith, 1875)
- Conasprella viminea (Reeve, 1849)